# Paraíso Total
Paraíso F.C es un equipo de fútbol de la ciudad de Paraíso en la provincia de Cartago.

## Historia
Fue fundado en el año 1964 en la ciudad de Paraíso,  en la Provincia de Cartago con el nombre Huracán, en honor al equipo argentino con el mismo nombre.
En 1966 logra el título de Liga Nacional por la provincia de Cartago y un año después es Monarca Nacional de Tercera División frente al Club Sport de Puntarenas. En ese mismo año se convierte en el Municipal Barquero.
Para 1981 obtiene el cetro por provincial. No obstante, el que asciende a la Segunda División es su similar El Carmen de Cartago. Y es hasta 1986 donde es campeón y logra el título de la Tercera División de Ascenso por ANAFA.
Fue en la temporada 1988-89 es campeón de la Segunda División B de Ascenso por ANAFA y sube a la Segunda División de Costa Rica. Teniendo en su historia varios nombres, los cuales han sido:
- 1964 - Huracán
- 1967 - Municipal Barquero
- 1993 - Municipal Paraíso
- 2004 - Paraíso Total

### Debut en Segunda División
Se dio el domingo 16 de octubre de 1993 en el Estadio Quincho Barquero, en esa ocasión derrotaron tres goles por cero al conjunto de Mola Pococí, hoy conocido como la Asociación Deportiva Cariari Pococí.
La primera anotación de los brumosos en esta categoría fue por intermedio de Luis Coto, además anotaron Eduardo Gamboa y César Aguilar.
El cuadro de Paraíso sirvió de trampolín para varios jugadores que hoy son figuras del fútbol nacional e internacional, tales casos como Randall Brenes, Paolo Jiménez,  Carlos Johnson, Osvaldo Quesada, entre otros.
Otras figuras que militaron por varias temporadas en este equipo son Andrés Villalta, Juan José Fedullo, Marcelo Godínez, Pedro Navarro Torres, Jean Carlo Navarro Torres,Alexander Abarca, Alejandro Alfaro, Rodolfo Álvarez(QdDg), Michael Granados, Alexander Madrigal,Marvin Bonilla, Marco Waterhouse,Guido Afaro, Roberto Carlos "Rume", Eric Quirós, Oscar Brenes, Denis Moya, Jose P.Chacón, Martín Quesada Masís, entre otros.

### Descenso
En la temporada 2011/12, se presentó que el equipo necesitaba la victoria para permanecer en la categoría, la cual obtuvieron venciendo a La Suerte 2-1, pero al día siguiente surgió una apelación por el pago tardió del arbitraje, lo que condenó a Paraíso a jugar en la Primera División de LINAFA y la Asociación Deportiva Cartagena salvó la categoría.

## Estadio
Juega de local en el Estadio José Joaquín Barquero, que cuenta con capacidad para 2.500 personas.

## Uniforme
- Uniforme titular: Camiseta azul con cruz amarilla, pantalón azul y medias azules.
- Uniforme alternativo: Camiseta blanca con cruz negra, pantalón blanco y medias blancas.

## Datos del Club
- Temporadas en 1ªdivisión: 0
- Temporadas en

2ªdivisión: 19
- Temporadas en 3ªdivisión: 1 (En proceso)
- Partidos jugados: 563
- Partidos ganados: 200
- Partidos empatados: 145
- Partidos perdidos: 218
  - Goles:
- Anotados: 824
- Recibidos: 868

## Palmarés
- Liga Nacional Cartago (1): 1966

- Tercera División de Costa Rica (1): 1967

- Campeón Nacional Tercera División Cartago (1): 1981

- Campeón Nacional de Tercera División por ANAFA Cartago (1): 1986

- (Segunda B de ANAFA) (1): 1988-89

### Plantilla Clausura 2012
- = Lesionado de larga duración

### Plantilla Clausura 2013
- = Lesionado de larga duración